# Marina Gatell i Poch
Marina Gatell i Poch (Sabadell, 11 de juliol del 1979) és una actriu de teatre i cinema i productora catalana.
Començà fent teatre d'aficionats a Sabadell. Va estudiar amb Nancy Tuñón i a l'Institut del Teatre de Barcelona i va completar la seva formació amb diversos cursos de cant, dansa, solfeig i piano. Ha actuat al Teatre Lliure i ha participat en llargmetratges com Lisístrata, Inhumà, Ningú no és perfecte o Pa negre; a sèries de televisió com Majoria absoluta, Siete vidas, Hospital Central, Lalola o Física o química i en diferents obres de teatre.
Ha treballat com productora a Mirvia (2015).

## Obres

### Cinema
- Dones (2000), de Judith Colell
- Lisístrata (2002), de Francesc Bellmunt
- Cocó (2003), d'Aureli de Luna
- Nobody Is Perfect (2006), de Joaquim Oristrell
- Inhumà (2007), de Thomas Dunn
- Intrusos (en Manasés) (2008), de Juan Carlos Claver
- Sense límits (Little Ashes) (2008), de Paul Morrison
- Pa negre (2010) d'Agustí Villaronga
- Maximum Shame (2010), de Carlos Atanes
- La trinca: la biografia no autorizada (2011), de Joaquim Oristrell
- Perdona si te llamo amor (2014), de Joaquín Llamas
- Rastros de sàndalo (2014), de María Julià
- Dos (2021), de Mar Targarona

### Teatre
- Cantonada Brossa (cabaret) (2000) de Joan Brossa, dirigida per David Plana, Rafel Duran i Pere Sagristà
- Don Joan (2002), de Molière, dirigida per Marta Momblant Ribas
- Amor matern (2007), d'August Strindberg, dirigida per Judith Colell
- Temps salvatge (2018), de Josep Maria Miró i Coromina, dirigida per Xavier Albertí.

### Televisió
- 7 vidas (2000), 5 episodis
- Hospital central (2001), 1 episodi
- Majoria absoluta (2002-2004), 41 episodis
- Fragments (2003), de Judith Colell
- Crusader (2004), de Bryan Goeres
- Viure de mentides (2005), de Jorge Algora
- El mundo de Chema (2006), 11 episodis
- Mòbbing (2006), de Sònia Sánchez
- I Figli strappati (2006), de Massimo Spano
- Ventdelplà (2007)
- Lalola (2008-2009). Paper protagonista.
- Zoo (2008). Participació en el capítol 1.
- Després de la pluja (2008), d'Agustí Villalonga, basada en l'obra de Sergi Belbel
- Física o química (2010)
- Ermessenda (2010)
- Terra baixa (2011) (TV movie)
- la Riera (2016), de Griselda Quevedo
- Com si fos ahir (2024), de Núria Furió